# Théodore Agrippa d'Aubigné
Théodore Agrippa d'Aubigné, conocido también en español como Teodoro Agripa de Aubigné (Pons, 8 de febrero de 1552-Jussy, 9 de mayo de 1630), fue un escritor y poeta francés de la época barroca y uno de los favoritos de Enrique IV de Francia.

## Biografía
A los seis años conocía cuatro idiomas y a los ocho traducía a Platón. A los nueve su padre lo llevó a ver las cabezas cortadas de sus camaradas de Amboise, clavadas y momificadas sobre lanzas. Al año siguiente era alumno de Mathieu Béroalde y, cuando cumplió los veinte, escapó milagrosamente a la matanza de San Bartolomé. A los veinticinco se convirtió al Protestantismo y fue un acérrimo calvinista. Estudió en Ginebra con Théodore de Béze, que fue su maestro. Su carácter ya estaba forjado: el de un combatiente feroz e implacable, opuesto a cualquier conciliación y de una honradez casi inhumana, que convirtió en frase hecha uno de sus dichos: «¡Que el cielo se hunda, pero que se haga justicia!». Muy pronto se alía con el joven rey de Navarra al que sirve, primero, como escudero, para después nombrarlo mariscal de campo y gobernador de Oléron y de Maillezais, y vicealmirante de Guyena y de Bretaña.
Parece ser que Aubigné obtuvo un trato parecido al de Régulo: apresado en Saint-Luc durante la guerra civil (1585), le es permitido, bajo palabra, pasar unos días en La Rochelle; pero apenas permanece un día allí, pues al saber que Catalina de Médicis había ordenado su muerte, regresa de inmediato a Saint-Luc.
Teodoro contribuyó a la entronización de Enrique IV de Francia y en esta tarea demostró un gran valor, pero apenas fue recompensado por ello; era franco y cáustico, características que lucen poco en un cortesano que era, además, un defensor celoso del calvinismo en contra de la conversión del rey, de forma tal, que nunca perdonó al monarca que abjurara de sus creencias.
Expulsado de la corte tras la muerte de Enrique IV escribe, en su retiro, muchas obras, la más importante: Historia universal desde 1550 hasta 1601 (Maillé, 1616–1620 y 1623, 3 volúmenes, en folio), en la que se expresa con mucha audacia. Esta historia fue prohibida por el parlamento y Aubigné se marchó a Ginebra (1620), ciudad en la que moriría.
Se enfada y separa de su hijo Constant, padre de la futura Madame de Maintenon. Y tiene un hijo natural con Jacqueline Chayer: Nathan de Aubigné.
A diferencia de Ronsard que, en sus textos, describe con símbolos los efectos de la guerra civil, Aubigné, en el libro V les fers, evoca los hechos que para él son reales dado que, con ocho años, asistió al suplicio de las conjuras de Amboise.
Poco conocido por sus contemporáneos, es redescubierto en la época romántica, primero por Victor Hugo y después por Sainte-Beuve.
Su obra principal, Les Tragiques, es una epopeya en pareados de alejandrinos que cuenta las guerras de religión en Francia en seis libros: Misères, Princes, Chambre dorée, Feux, Fers, Vengeances y Jugement. La obra remite a los siete sellos del Apocalipsis, pero desborda su propósito inicial convirtiéndose en una denuncia de las desgracias de Francia, cuyos hombres no son libres, y en una sátira contra la corrupción de la corte y las iniquidades de la justicia, al mismo tiempo que evoca la persecución religiosa y la guerra civil y profetiza el merecido castigo. Escrita durante la época de las guerras de religión, Les Tragiques posee el valor imprecatorio de estimular a los protestantes contra los católicos hablándoles de la victoria inminente que se producirá con el advenimiento del reino de Dios sobre la Tierra.
Aubigné escribió también Le printemps, colección de sonetos, estancias y odas impregnadas de Petrarquismo, y Sa vie à ses enfants, Constant, Marie y Louise, en la que demostraba «su gloria» y «sus faltas» a fin de que ésta resultara, para ellos, un ejemplo provechoso.
Polémico, de igual modo desacreditaba las vanidades de la corte en Les aventures du baron de Faeneste, como atacaba a la religión católica en Confession du Sieur de Sacy.

## Obras publicadas
- Histoire universelle depuis 1550 jusqu'en 1601 (Maillé, 1616–1620 y 1626), 3 volúmenes, en folio
- Histoire secrète de Théodore-Agrippa d'Aubigné, par lui-même (autobiografía)
- Les Aventures du baron de Faeneste, 1617
- La Confession catholique du sieur de Sancy (en el periódico de l’Étoile) (sátiras mordaces contra varios personajes de su época).
- Les Tragiques, Éd. Frank Lestringant, Paris, Gallimard, 1995.
- Petites œuvres meslées du sieur d’Aubigné (1630) Genève, Aubert, 1968
- Sa Vie à ses enfants, Paris, Nizet, 1986 (se trata de una edición más reciente del texto publicado por Lalanne bajo el título de Mémoires)
- Le Printemps: l’hécatombe à Diane et Les stances (1873-1892), éd. H. Weber, Paris, Presses universitaires de France, 1960
- Œuvres, Henri Weber, Jacques Bailbé, Paris, Gallimard, 1969
- La Responce de Michau l’aveugle, suivie de La replique de Michau l’aveugle: deux pamphlets théologiques anonymes publiés avec des pièces catholiques de la controverse, éd. Jean-Raymond Fanlo, Paris, Honoré Champion, 1996.
- Petites oeuves meslees, Éd. Véronique Ferrer, Paris, Champion, 2004.
- Ecrits politiques, éd. Jean-Raymond Fanlo, Paris, Champion, 2007.